# 信濃史料
信濃史料（しなのしりょう）は信濃国の歴史に関する編年史料。

## 概要
昭和16年（1941年）に郷土史家の栗岩英治を中心に「信濃史料刊行会」が発足し、長野県教育委員会や信濃毎日新聞などの協力を得て、昭和26年（1951年）から同44年（1969年）にかけて編纂・刊行された。平成26年（2014年）度、文化庁の補助金を活用し、第1巻の考古資料編を除いてデジタル化された。

## 構成
第1巻は考古資料編で上・下巻に別れ、第2巻乃至第28巻が史料編で、さらにその補遺巻の上・下巻と、索引巻の全32巻構成となっている。
考古資料編は先土器時代から古墳時代までに及ぶ各遺跡を、郡市町村別に内容を項目で示し、さらに各時代別に遺跡の概説と特色を総括し、信濃考古学に関する既刊の文献書目を収録している。史料編は『古事記』『日本書紀』以下、寛永20年（1643年）までの文献、古文書、諸銘文などを編年順に収録している。
その体裁は、各資料について綱文を付し、漢文体の史料には、本文横に訓読欄を設けて仮名交じり文を置き、さらに史料と他史料との連絡を注記している。考古資料の索引は人名、地名、寺社名、件名、書目別となっている。